# Sengångare
Sengångare (Folivora) är nattaktiva däggdjur som lever i Sydamerikas och Centralamerikas regnskogar. Sengångare är nära släkt med myrslokar och bältdjur men liknar dem inte i utseende. Underordningen består av 6 recenta (nu levande) arter som är fördelade på två familjer, tvåtåiga sengångare (Megalonychidae) och tretåiga sengångare (Bradypodidae). Dessutom fanns flera jättesengångare som numera är utdöda.

## Kännetecken
De blir 58–70 cm långa och väger 4–9 kg.
Individernas främre extremiteter är längre än de bakre, särskild tydlig hos tretåiga sengångare. Som namnen antyder skiljer sig familjerna genom fingrarnas antal. Vid de bakre extremiteterna har alla sengångare tre tår, de vanliga beteckningarna tvåtåiga- och tretåiga sengångare är alltså lite förvirrande. Deras 8 till 10 cm långa klor är utformade som hakar så att de kan hänga sig fast upp och ned i de höga träden.
I motsats till andra däggdjur har tretåiga sengångare åtta eller nio halskotor istället för sju. På det viset får huvudet en bättre rörlighet - upp till 270°. Huvudet är i jämförelse med halsen kort och ansiktet är avrundat. Sengångare har små ögon som ligger långt från varandra och nosen är kort, öronen är tillbakabildade.
Dessa djur saknar gallblåsa.
Sengångarnas päls växer från magen mot ryggen, så att regnvatten ska kunna rinna av lättare. Pälsens hår bildar olika skikt. Närmast kroppen är håret kort och tätt, de övre lagren består av långa halmliknande hår. Svansen är bara en liten stump eller helt tillbakabildad.
Amerikanska jättesengångare, bland annat av släktena Megatherium och Megalonyx, som dog ut för cirka 10 000 år sedan,blev nästan lika stora som dagens elefanter. De levde på marken och var växtätare. Möjligen jagades och utrotades de av de första människorna som bosatte sig på den amerikanska kontinenten.
Det kan ta upp till 1 timme för sengångaren att förflytta sig en meter.

## Utbredning och habitat
Sengångare vistas främst i grenarna i den tropiska regnskogen. Utbredningsområdet sträcker sig från Centralamerika över Amazonområdet till södra Brasilien.

## Levnadssätt
Sengångaren rör sig mycket långsamt och har även extremt dålig syn och hörsel. Däremot har den utrustats med ett relativt bra luktsinne, vilket hjälper den att kunna lukta sig till om en gren är frisk eller rutten, och därmed undvika att ramla ner.
I fångenskap sover sengångaren största delen av dagen, men nyare undersökningar har visat att de är mer aktiva i frihet. En sengångare i regnskogen sover endast cirka 9,5 timmar jämfört med en sengångare i fångenskap som sover cirka 16 timmar om dygnet.
Tretåiga sengångare är mycket duktiga simmare, en förmåga som visar sig då områden de lever i översvämmas. Simförmågan tillåter dem att relativt säkert förflytta sig från ett träd till ett annat. De tvåtåiga är däremot inte simkunniga.
De äter nästan uteslutande blad. Bara tvåtåiga sengångare äter ibland frukter eller ryggradslösa djur. Födan är fattig på näringsämnen och sönderdelas i mag-tarmkanalen med hjälp av bakterier. Sengångarnas ämnesomsättning är lägre än hos alla andra däggdjur och de avsöndrar urin och avföring med cirka åtta dagars mellanrum. Förutom bytet av träd är det den enda sysselsättningen som de utför på marken.
Även gällande kroppstemperaturen liknar de mer reptiler än andra däggdjur. Under aktiva tider ligger temperaturen vid 30 till 34 °C och när de vilar sjunker den till 24 °C. Liksom ödlor använder de sig av solbad för att styra kroppstemperaturen.
Då en individ blir hotade av naturliga fiender, som rovfåglar, kattdjur och ormar, kan den förvånansvärt snabbt slå till med sina kloförsedda armar.
En annan skyddsmekanism är deras kamouflage. På deras hår växer alger som ger djuret ett grönaktigt utseende. Dessutom förekommer larver av fjärilar och andra parasiter, till exempel av släktena Cryptoses, Amblyomma, Boophilus och Trichilium, i pälsen som förbättrar sengångarnas täckmantel. Den tjocka pälsen ger även skydd när de faller ner från trädet.

## Fortplantning

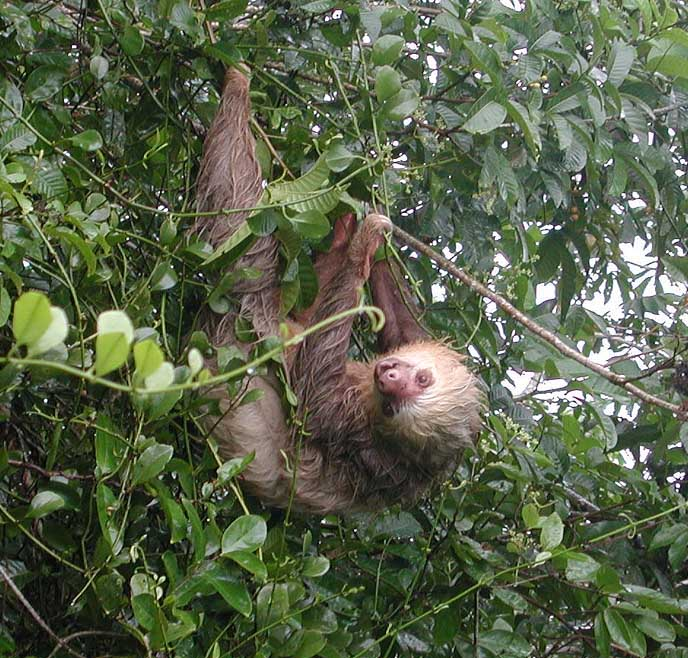
Hoffmanns tvåtåiga sengångare (Choloepus hoffmanni)

För de flesta arter antas att honor kan para sig hela året, men hos arten Bradypus tridactylus sker parningen oftast efter regntiden. Dräktigheten varar i 6 till 11,5 månader. Ungdjur har vid födelsen en vikt mellan 300 och 400 gram och klamrar sig fast i moderns päls. Efter några veckor börjar de med fast föda och efter cirka en månad slutar honan att ge di. Unga honor blir könsmogna efter 3–4 år, hanar lite senare.
De blir cirka 12 år gamla, men kan bli cirka 30 år i fångenskap.

## Sengångare och människor
Hos europeiska upptäcktsresande, som hittade dessa djur i Amerikas skogar, hade sengångare ett dåligt rykte. De beskrevs som lata och fula. Även hos Brasiliens ursprungsbefolkning finns legender om sengångarnas lathet, eftersom de inte bygger bon.
Det största hotet mot sengångarna är skogsavverkningar för att skapa odlingsmark eller byggplatser. Det gäller främst för kragsengångaren (Bradypus torquatus) som bara förekommer i sydöstra Brasilien. Arten listas av IUCN som starkt hotad (endangered). För de andra arterna saknas ofta populationsdata, men de listas på grund av större utbredningsområden som livskraftiga.

## Systematik

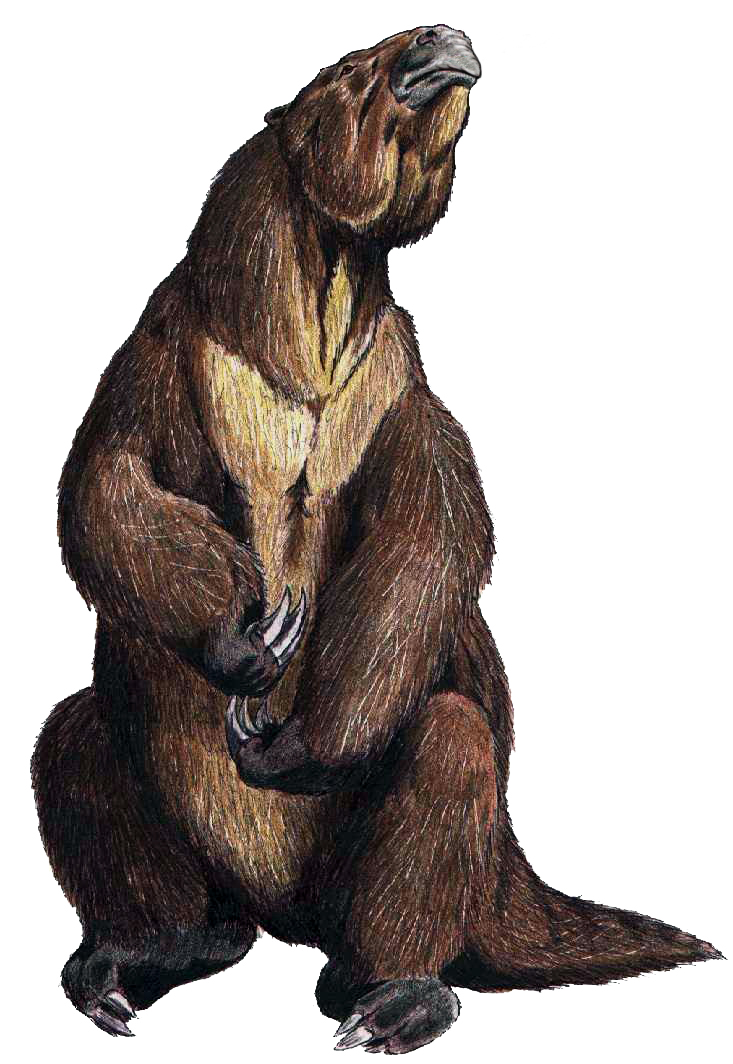
En utdöd jättesengångare tillhörande släktet Megatherium.

I början var underordningens systematiska position omstridd. Carl von Linné räknade dem i tidiga utgåvor av sin Systema Naturae till primaterna. Först ett tag senare upptäcktes släktskapet med myrslokar och bältdjur.
Tidigare antogs att tretåiga sengångare är nära släkt med tvåtåiga sengångare och de sammanfattades tidvis i en familj som systergrupp till de utdöda marklevande sengångarna. Efter nyare undersökningar blev det känt att de recenta sengångarna bara liknar varandra i det yttre på grund av konvergent evolution. Tvåtåiga sengångare är närmare släkt med jättesengångare än med tretåiga sengångare. Det antas att dessa grupper skilde sig från varandra för 35 miljoner år sedan. Förvånansvärt nog saknas fossil av de direkta förfäderna till tretåiga sengångare.
Här följer en kladogram som visar släktskapsförhållanden bland de olika grupperna av sengångare:
```
sengångare (Folivora)
     ├──
Mylodontidae
 †
     └──Megatheria
         ├──
tretåiga sengångare
 (Bradypodidae)
         └──Megatheroidea
              ├──
Megatheriidae
 †
              └──
tvåtåiga sengångare
 (Megalonychidae)
```